# 将来戦闘航空システム
将来戦闘航空システム(FCAS)(仏: Système de combat aérien du futur; SCAF; 独: Zukünftiges Luftkampfsystem; 西: Futuro Sistema Aéreo de Combate; FSAC) はダッソー・アビアシオン(仏)、エアバス(仏)、インドラ・システマス(西)が開発中の戦闘システムである。FCASは次世代兵器システム(NGWS: Next-Generation Weapon System)とその他の航空用技術によって構成される。NGWSには無人航空機と第6世代ジェット戦闘機として計画されている新世代戦闘機(NGF: New Generation Fighter)が含まれる。NGFはラファール(仏)やタイフーン(独/西)の代替となりうる可能性がある。